# Argyle (Manitoba)
Argyle es un municipio rural canadiense situado en la provincia de Manitoba.

## Superficie
Argyle tiene una superficie de 768,63 km².

## Demografía
En 2021, tenía 994 habitantes, una densidad poblacional de 1,3 hab./km², y 515 viviendas.